# 古剑奇谭：琴心剑魄今何在
《古剑奇谭：琴心剑魄今何在》是由上海烛龙科技开发的一款角色扮演游戏，於2010年7月10日在中国大陆发售。由於此款遊戏是2007年以前，负责《仙剑奇侠传系列》單機遊戲開發的上海软星科技解散后，新成立公司的第一款大型RPG單機遊戏，因此备受关注。遊戏的正式名称公布於2009年12月25日，而在此之前官方一直以“烛龙RPG”称呼。根据官方的说法，古剑奇谭将来会是一个系列的总称。作为初代古剑奇谭的主题是“重生”，对外宣传词语是：“七弦琴鸣，梦回太古；灵霄剑吟，书此奇谭。”

## 遊戲世界觀

### 主题诗
|  | 百世山河任调换，一生意气未改迁； 愿从劫火投身去，重自寒灰飞赤鸾； 沧海桑田新几度，月明还照旧容颜； 琴心剑魄今何在，留见星虹贯九天。 |

### 故事背景
游戏的背景设定来源于中国古代的神话传说，主要取材于《山海经》。而游戏故事发生的时代背景，大致相当于唐朝。伏羲是天帝，最初和诸位神仙居住在人间，其子祝融使用榣山木材制作三把琴。祝融最喜欢其中的凤来琴，并让地皇女娲用牵引命魂的法术使琴幻化为人，取名太子长琴。太子长琴喜欢在榣山抚琴，一只水虺则时常在旁边聆听，并与太子长琴成为至交好友。后来伏羲带众神前往天界居住，安定下来后，太子长琴再回榣山，时间已过了300年。水虺已变为龍，在人界兴风作浪。伏羲派长琴下界除妖，长琴却不慎引发不周山大灾难，导致天柱将倾。伏羲惩罚长琴，让他永世轮回都要忍受孤独。
太子长琴的魂魄在榣山久留不去，被铸剑师角离发现，取了一魂四魄铸在剑中，剑名焚寂。剩余二魂三魄无所寄托，遂寄生于角离儿子体内。由于焚寂之剑十分凶煞，女娲将之与其他六把凶剑一同封印。而她则带着角离的族人前往地界居住。

## 剧情
年幼的韩云溪住在南疆的乌蒙灵谷，身为大巫祝继承人的云溪经常被母亲韩休宁逼迫学习法术，而云溪生性顽皮，将法术视为负担，常常不听母亲禁令跑出村子玩耍。一次出村玩耍，云溪带上楚蝉去找一只金色狐狸，却被一头棕熊搅乱计划。回村的云溪想到母亲交付的任务没有完成，即刻前往冰炎洞完成仪式。来到全村最高点的云溪却目睹了一场外人进村的大屠杀，母亲亦在屠杀中死去。云溪将母亲的遗体搬到冰炎洞最深处保存。
成年后的韩云溪改名百里屠苏，成为昆仑山天墉城下的一名弟子，因在派中被诬陷杀害师弟被迫出走下山。来到琴川，屠苏被嘱托前往一处被妖魔占据的山寨救人。在妖魔关人的牢房中，屠苏结识了琴川大户人家之子方兰生，以及青玉坛丹芷长老欧阳少恭。通过少恭之口，屠苏了解到妖魔使用玉横来吸收死人魂魄，并用来炼制妖丹，另有其他许多玉横碎片散落人间，危害极大，遂决定于少恭同行收集玉横。
前往琴川途中，屠苏偶遇正在河中沐浴的风晴雪，晴雪不谙世事，将屠苏当淫贼对待，并抢走了屠苏随身携带的焚寂宝剑。屠苏一路追踪来到琴川，找到风晴雪时体内煞气大发，昏死过去。待到醒来时，已身处船舱之中，晴雪在其一侧引渡真气来缓解煞气，屠苏大为感激。几人在船上遇到决意追随屠苏的襄铃。
翌日，屠苏、少恭和襄铃前往江都。途中逃婚的兰生、担心屠苏的晴雪和追寻屠苏的红玉先后加入团队。众人拜访少恭故人瑾娘后确定下一个目的地为甘泉村。
在甘泉村，众人被甘泉村村长洛云平骗入藤仙洞，险丧于藤妖之口，但终被村民救出。原来藤妖本是村中老人，洛云平获得玉横碎片后意图炼出长生药孝敬老人，不料老人异化为妖。最终洛云平以身饲妖，少恭被突然出现的青玉坛弟子带走，屠苏、晴雪、襄铃被赶来除妖的天墉城弟子带至铁柱观，暂时关押于牢房中。
屠苏一行利用煞气发作逃出牢房，误入铁柱观禁地无意中解开被镇压于禁地中的狼妖封印。屠苏为弥补大祸独战狼妖，惨胜昏迷。天墉城弟子执意要带屠苏回天墉城受罚，适逢追寻少恭未果的兰生红玉归来，众弟子退回天墉城。
屠苏醒后身在安陆。在安陆戏院再度偶遇醉道士尹千觞，并接受委托调查碧山闹鬼。
第二日众人穿过碧山到达自闲山庄。兰生被魅惑进入山庄中，于幻觉中见证了自己前世的故事：晋磊为复仇不顾爱人贺文君病危，与武林盟主之女叶沉香假意成亲，而后亲手杀死叶沉香灭叶家满门；叶沉香冤魂决意要杀死晋磊或其转世。众人救出沉迷于幻境中的兰生并打败叶沉香厉魂后青玉坛弟子突然出现，用玉横碎片吸取山庄冤魂。无意说出将用明月珠重塑玉横。
红玉告知众人明月珠可能在始皇陵内。众人在始皇陵中再度遇到尹千觞。屠苏一行找到青玉坛掌门雷严，并见到囚禁于一旁的少恭。众人力战雷严，不敌，雷严却突然力竭而亡。原来少恭炼制的青玉坛平日所用丹药暗含剧毒。屠苏突然忆起雷严即是儿时屠杀主谋，大仇得报……
（省略后续剧情）

## 角色介绍
游戏中主要角色的名字来源于美酒。每一位角色都拥有属于自己的星蕴图。
- 百里屠苏／韓雲溪[6]（声：孙金梁→陈光）

17歲，人族（人、仙半魂），家乡为乌蒙灵谷，為大巫祝韓休寧之子，幼時性格活潑頑皮，常常不聽母親禁令跑出村子玩耍，一次偷偷出村回來，目睹家鄉蒙受血塗之陣而被屠族，為天墉城恩師所救，因此變故，身帶濃郁的煞氣，無法和任何人過於親密，也深知分離之必然，不願與人深交，性格也有了極大的轉變，變得坚毅、冷漠寡淡、沉静稳重，但内心仍然怀有少年人的心性，在不经意间流露出一些小脾气和小习惯，也能让人感受到他温情有趣的一面。身旁有一隻大鳥（海東青）阿翔伴其左右。與風晴雪相處過程，逐漸打開心房，而後散去魂魄，化作荒魂。900年後被晴雪以辟邪族仁獸「辟邪之骨」重生，但因900年漫長時光的關係已不復過去記憶。人名出自屠苏酒，星蕴为重明鸟。昆仑山天墉城弟子。
- 风晴雪（声：申秋香）

17歲，人族，（人、女媧族混血），來自地界幽都，因幽都人自小帶有瘴氣之毒，不希望旁人受到瘴毒所害，長年帶著一雙手套，個性善良而熱情，似乎對世間的一切都充滿了好奇，使用巨镰。人名出自中皇山盛景“中皇晴雪”的意象，意謂「純潔」，也有認為晴雪酒，星蕴为腾蛇。在尋找失蹤已久的大哥風廣陌過程中，百里屠蘇（韩云溪）在一處空古撞見正在沐浴的風晴雪，埋下暗種情根，與之相交，並稱呼他為蘇蘇，與尹千觞（风廣陌）為兄妹，稱呼他為尹大哥（风廣陌則稱呼大哥），與紅玉關係很好，稱呼她為紅玉姐°百里屠蘇最後仍化作荒魂消散，為了找出重生之法，帶著百里屠蘇遺劍焚寂，獨自踏上旅途，自願放棄死後進入輪迴，換取千年壽命，亦會撥冗前往琴川探望方蘭生一家，歷經九百年後，終於取得妖族仁獸「辟邪之骨」，並在桃花谷建立起滿是桃花的村子，身旁有一個名為屠蘇的小男孩，心願期盼能見屠蘇長大成人，兩人便從此不再分開。
- 方兰生（声：惠龙）

18歲，人族，家乡为琴川，人名出自兰生酒，又称旨酒；星蕴为青狮，本是琴川方家少爷，父亲早已出家为僧，被五个如花似姐围绕着的书生，個性浮躁不夠穩重，縱然日後成親立業，仍難以擺脫孩子氣。因幼時受到父親出家影響及本人好學佛家經典，武器使用佛珠。在一次不小心接到孫家小姐繡球，不願成親，偷偷逃跑而結識百里屠蘇等人，並常和襄玲鬥嘴，但很喜歡襄玲，初期與百里屠蘇不合，稱呼其為木頭臉（後期也會稱呼木頭臉，有時直接稱呼屠蘇），稱呼尹千殤臭酒鬼，紅玉則稱呼女妖怪（後期直接稱呼紅玉）。
前生为晋磊，因为义父被害而发誓报仇，不惜投入自閑山莊，與叶沉香成親，最後成功報仇，殺死葉家上下，卻失去了與師妹賀文君相守(賀文君在晉磊成親時病逝)。最后為了彌補前世所結下的恩怨，決定放棄最喜歡的襄鈴，回到琴川与前生爱侣賀文君之转世孙小姐（孫月言）结成爱侣，育有一女沁兒，亦與風晴雪、襄鈴、紅玉三人有所來往，是古劍奇譚一主角群中有較好結局的人物。
- 襄铃（声：阎萌萌）

16歲，妖族（妖、人混血），外表嬌小可愛，頭上戴著鈴鐺，綁著兩條辮子，個性單純天真，有着小女孩任性的一面，爱玩又粘人，偶尔也会撒娇或者闹别扭，颇令人头疼。因为幼年时代曾经有过不堪回首的过去，因而非常讨厌顽劣的男孩。四處尋找從未見過面的母親，在過程中結識百里屠蘇、方蘭生等人，常和方蘭生鬥嘴，初期覺得他很呆就稱呼其為呆瓜（後期直接稱呼蘭生），喜歡百里屠蘇（韩云溪），並稱呼他為屠蘇哥哥，稱呼紅玉為紅玉姐姐，視風晴雪為情敵，前期因其常與百里屠蘇要好而妒忌，因與其同樣有尋找親人之故，對其態度慢慢軟化，成為好友。家乡为紫榕林，使用扇。人名出自平阳襄陵酒，星蕴为九尾狐。本为一隻金色狐狸，為九尾天狐與人類所生。因为被百里屠苏所救，為報答救命之恩而跟随，在漫漫征途中成长起来，变得成熟懂事。本來傾心於百里屠蘇，在鐵柱觀驚見其爆發煞氣模樣感到害怕，但仍克服恐懼接納百里屠蘇，後期在得知方兰生对自己的感情後，十分矛盾，后来终于错过。在百里屠苏身故後，前往青丘之国，亦會撥冗前往琴川探望方蘭生一家。
- 红玉（声：徐晓青）

年齡不明，灵族，（古剑之剑灵），個性冷靜機智，舉止優雅大方，像是團隊中的姐姐，覺得方蘭生很傻，所以稱呼他為猴兒，與風晴雪關係很好則稱呼其為晴雪妹妹，稱呼襄铃為小铃兒，實際身份為百里屠蘇師父-紫胤真人所收藏古劍紅玉之劍靈，派來協助百里屠蘇，因長久相處，與之產生如親人般的情感，因為是劍靈，活得長久，對於世間百態、人情世故看得比其他人淡些，對事情的看法也比其他人遠些，因此常受眾人信任，家乡为崑崙山，使用双剑，在百里屠苏身故後，回到天墉城，亦會撥冗前往琴川探望方蘭生一家。人名玉红草，生长于崑崙山，食用后可一醉三百年；星蕴为赤豹。
- 尹千觞／风廣陌（声：陆揆）

27歲，人族，（人、女媧族混血），實際身份為幽都侍奉女媧神殿的十巫之一-巫咸，本名風廣陌，為風晴雪兄長，多年前奉命前往烏蒙靈谷協助加強封印焚寂兇劍，不料因青玉壇雷嚴、歐陽少恭趁封印減弱一日大舉攻入屠族，受到血塗之陣衝擊喪失記憶，流浪人界江湖，性情漸漸轉變，並改名尹千觴，人名出自“觞”，古代的一种酒器；星蕴为天狼。
善用重剑，受歐陽少恭命令監視百里屠蘇等人。其人嗜酒如命，稱呼百里屠蘇為恩公，與风晴雪為兄妹，並稱呼她為晴雪妹子，雖被歐陽少恭利用，心中仍視其為好友，最後選擇與之消亡天地。

## 系统

### 星蕴系统
游戏中6位主角都是各自的星蕴图，星蕴都是一种动物，其躯体被分为若干小块，每块可以填入金水木火土五种星蕴点，而星蕴点则随着等级提高、剧情推移和特定任务完成奖励逐渐获得。由于游戏中没有设计技能学习系统，而星蕴系统则负责了各个角色技能学习。在游戏中，仙术的学习被设定为当某位角色的同属性且相连星蕴点数量达到一定程度时，自动学会；技能的学习被设定为当某位角色的同区块星魄填满、剧情的发展和特定任务完成，自动学会。
五行技能对应五种最强招式，对应12个该属性星蕴点相连。这些招式也被称为五行召唤兽。此外，在剧情DLC《醉梦江湖篇》中，又出现了仅欧阳少恭可用的阴、阳两属性，但因阴阳两属性各只对应一个技能，且剧情DLC不可配星蕴，故这两个新增的属性无召唤兽对应。
星蕴系统只在主线剧情中有效，而在故事外传（剧情DLC）中则不可用。

### 战斗系统

战斗截图，图中正上方是行动序列，左上方可以看到对方的剩余生命值，右下方是战意槽

《古剑奇谭》采用基于回合制的战斗系统，但有较大幅度改动。游戏并未采用敌我双方交替行动的方式，而是将敌我双方各个角色的敏捷指数经过计算后统一排序，称为行动序列，敏捷指数高的角色在一段时间内拥有较多的行动次数。在行动中，还可以使用道具来提高或削减敌我角色的敏捷指数，从而临时改变行动序列。我方在行动时，可以选择攻击，防御，使用道具或逃跑。
任何攻击招式都消耗“行动点”，从1点至5点。而角色的总行动点随着剧情推移逐渐增加，最大5点。即玩家可以在一次行动中安排多个招式，但安排的招式仅限于使用普通攻击、仙术和技能，不能使用道具和防御。敌我双方的攻击性技能都遵守五行生克原则。此外每个技能都附带战意值，发动技能后，战意值算入该场战斗的总战意值，并显示在屏幕右下方战意槽中，当战意槽满时，角色的某些技能（称为“终结技”）可以发挥出更大效果。
当我方角色受到攻击时，随机触发QTE系统，即玩家在规定时间内按下鼠标左键即可躲过攻击并且立刻还击。

#### 组合技
随着游戏的进行，角色的行动点数会逐渐增加。而随着行动点数的增加，一些低行动点数的仙术或特技组合在一起，可能会产生其他的效果或者更强大的能力。

#### 地仙扑卖
战斗结束之后会随机触发此机制。得到的效果皆与战斗有关，有增益也有减益效果。此类效果须得以特定道具或读取档案才可以消除。

### 灵兽
灵兽是游戏中重要的辅助系统，游戏中一共有7只灵兽，各自带有一项技能，其造型且取材于古代神话传说书籍，如《山海经》《十洲记》《庄子》，但又不完全相似。灵兽的取得方式是触发剧情或开启宝箱。

7只灵兽及其作用分别是：
- 录力（雍和）：打开带锁宝箱、通过移动石块和破坏墙壁来开辟道路
- 柿子金（金钱豹）：在交易时使用可讨价还价，提高卖价，降低买价
- 露兆丰（当康）：摘取场景中某些植物种子
- 沐零方相（罔象）：通过冰冻水面搭冰桥、冻住敌人
- 映虚（离朱）：在地图中暂时显示场景中敌人和宝箱的位置、暂时显示隐藏敌人位置
- 炎光（火光兽）：发射火焰，打开冰封道路和开启冰冻宝箱
- 波奇（波奇）：为角色聚集元气

其中录力、沐零方相、映虚和炎光通过触发剧情获得，柿子金、露兆丰和波奇通过开启灵兽宝箱获得。

### 烹饪系统
烹饪系统在游戏中较为重要，相比许多角色扮演游戏中敌人死后掉落装备的设计，《古剑奇谭》的敌人死后大多掉落与自身有关的材料，这其中大部分都是烹饪材料。玩家通过购买食谱，收集食材，通过烹饪系统可以制作各种菜肴。菜肴可以在战斗中做恢复性物品使用，也可以作为喂养灵兽的材料。甚至许多任务所需的物品也必须通过烹饪系统来制作。
烹饪系统有成功率限制，烹饪失败将产生副产品。副产品在游戏中也有大用处，有的副产品可在战斗中作为攻击性道具，有的可能会改变队伍中各人物对主角的好感度。

### 家园系统
家园系统开放于游戏中前期，该系统在游戏中体现一张独立的地图，玩家可以在此地图中种植作物和捕鱼，饲养宠物，布置房间等。宠物可以通过任务剧情获得，也可以直接购买。而房间家俱则全部需要购买。

### 侠义榜和成就点
侠义榜是游戏中一个任务集中发布地点，只有在城市中，玩家才可以通过“侠义榜”选择任务。每个侠义任务都是一场战斗，如果战斗胜利则可以得到额外奖励，并获得一定侠义值。每次战斗结束，玩家会看到自己的侠义值在100位NPC英雄中的排名，而这些NPC英雄的名字并非开发人员随意编造，而是存在于游戏故事中的，如侠义榜第一名逐风浪侠楚随风其实是西海白龙王，玩家在龙绡宫能从茶小乖口中打听到此时。侠义榜任务随着故事的推进不断增加，并且在玩家进行第二轮回时，会增加额外的侠义任务。
《古剑奇谭》是中文游戏中首个加入成就系统的游戏，其成就系统分为4部分（故事、世界、战斗、法宝），玩家通过完成任务来达成故事部分的成就；通过探索地图，与NPC交流来达成世界部分的成就；主要通过战斗来达成战斗部分成就；通过烹饪，宝箱，灵兽等达成收藏部分成就。另有大量特殊成就需要玩家达成特殊事件才能开启。每一条成就都有5-25点不等的成就点。玩家的成就点可以上传到官方网站于其他玩家比较。

### 书信
游戏中的书信系统是作为任务的延伸出现的，玩家完成特定的任务或侠义榜，就可能收到来信。来信的内容一般是任务主角的感谢或相关内容的叙述。而玩家通过书信还可以拿到额外的任务奖励。另外也有少数信件具有“广告”性质，并无实质作用。一部分信件用于细化游戏的故事背景。

### DLC以及内容管理器
此作引入了DLC（追加内容下载包）系统，借由这一系统，可以以补丁的形式为游戏增加由官方提供的更新内容，这些内容都通过内容管理器展示给玩家，并让玩家决定是否付费激活这些追加内容。在2010年9月17日，古剑奇谭释出了第一个付费DLC，并同时推出了内容管理器。

### 全程配音
此为烛龙在游戏内新添加的元素，聘请配音演员对游戏内所有的对话进行全程配音。负责为本作配音的团队是中国大陆的“京诚之声”组合，该组合内大部分配音演员皆为第一次对游戏进行配音。全程配音包由上海烛龙于2010年9月30日正式对外放出消息，并于2010年10月20日宣布，与第一个剧情扩展包“千古剑灵”合并发布，2010年11月25日，烛龙正式公布新DLC《千古剑灵篇》，该系统随此DLC正式实装。全程配音还将会被直接集成到繁体中文版的《古剑奇谭》游戏中。

## 周边相关

### 官方攻略本
于2010年8月21日推出，内含本作主支线攻略，以及武器装备道具等各项数据。繁体版本由英特卫代理，并于2011年8月3日与繁体版美术设定集一同发行上市。

### 美术设定集
于2010年9月15日推出，该独立周边主要收录包含人物，场景等多个方面的美术设定。繁体版本由英特卫代理，并于2011年8月3日与繁体版官方攻略本一同发行上市。

### 徽章礼盒
于2011年1月推出，收录60枚配合游戏主题的徽章，同时也附送整合至1.3.7版本的《古剑奇谭》游戏安装光盘。

### 原声音乐集
于2011年3月18日推出，收录101首游戏内配乐以及主旋律华丽钢琴谱、部分乐曲乐谱（5首）。该独立周边不同于豪华版内附送的原声音乐光盘。

### 企划设定集
于2011年12月2日推出，包含游戏中的众多设定元素、全对话剧本、企划在编写时的构思、用意，还原《古剑奇谭》的设计过程。

### 官方剧情小说
全名《古剑奇谭·琴心剑魄》，由游戏主企划某树担任故事原案，宁昼执笔，2012年7月于中国大陆由湖南美术出版社出版发行，并于2013年5月由青文出版社在台湾出版发行。2013年11月，两岸先后宣布将再版发行该书，台湾仍由青文出版社出版发行，而中国大陆则由人民日报出版社出版发行。

## 相关事件

### 存档事件
7月19日，有玩家发现游戏存档中竟然包含以明文储存的游戏序列号，一旦交换或公开发布游戏存档，极易造成序列号泄露。随后游戏吧发布紧急公告，提醒用户不要交流存档，并在7月20日发布补丁修复了该问题。但是，官方发现研发中的重大失误后，并未道歉，反而将责任推卸给玩家，引发部分玩家诟病。

### 香港繁体版光盘压制错误事件
2010年12月24日，香港繁体版《古剑奇谭》发行上市。发行后数日，即有部分玩家于官方论坛以及巴哈姆特等论坛发帖指出：香港繁体版《古剑奇谭》在游戏进行到打败噬月玄帝后进入安陆县之前，会出错跳出。其后经过官方测试后证实，该问题系由光盘压制问题所导致，并于2011年1月7日发布公告称将向玩家提供更新版的光盘以更换，同时附送DLC《千古剑灵》的激活码以作补偿。

### 登陆XBOX ONE
2014年7月30日，在2014年ChinaJoy古剑奇谭的展位所布置的展板上，透露了本作即将登陆XBOX ONE主机平台的这一信息。而在其后由17173释出的对网元圣唐品牌事业部总经理吴思的专访上指出，本作将独占XBOX ONE主机平台，登陆主机的版本画质有提升，且成就系统也将接入XBOX ONE。

## 评价
游戏发行以来，获得大部分媒体和玩家的正面评价。各评测普遍认为，游戏画面较华丽，有一定次世代游戏的风范。此外，音乐优美，剧情较精彩，系统丰富多样，值得花时间琢磨。但该游戏的不足之处也很明显，主要体现在游戏Bug过多，剧情冗长，硬件优化不足，人物动作生硬等处。游戏发售后，上海烛龙推出了大量补丁，大部分的Bug和其他部分问题得到了解决。但是优化水準还没有达到官方基本配置能够流畅游戏的要求。
综合各大媒体的评价来看，该游戏可以称为近年来中文单机RPG中的佳作。腾讯游戏评价游戏“清新明朗，特色鲜明，古朴大气”，太平洋游戏网称其“基本达到了目前国产单机游戏的巅峰”，但也指出游戏存在不少小缺点。电玩巴士指出游戏画面、剧情和人设十分出彩，但系统则缺乏惊喜，很多bug需要改善。《大众软件》为游戏打出8.5分，认为游戏品质上乘，剧情精彩，画面绚丽，系统创新，“离史诗的殿堂只有一步之遥”；但剧情叙述过于拖沓，属于“慢热型”游戏，慢慢玩下去才会感到乐趣。
但与此相对的是，《电脑报》则刊文批评《古剑奇谭》重炒作轻品质，称其为“击碎国产单机最后的梦”。文章列出游戏七宗罪，指责游戏销量喜人但质量低劣，并将“存档门”责任归罪于玩家，对中国国产单机业造成了巨大伤害。随后更将游戏与中国著名劣作《血狮》相提并论。文章一经发表，即在玩家间引发轩然大波。有玩家认为文章基本属实，也有玩家指出所列问题大部分早已解决，并撰写《电脑报七宗罪》加以反驳。部分国产单机游戏的支持者控诉这篇报导过于偏颇，令玩家“被代表”。游戏制作人张毅君亦在其微博暗指《电脑报》有自我炒作之嫌。